# Robert Bartko

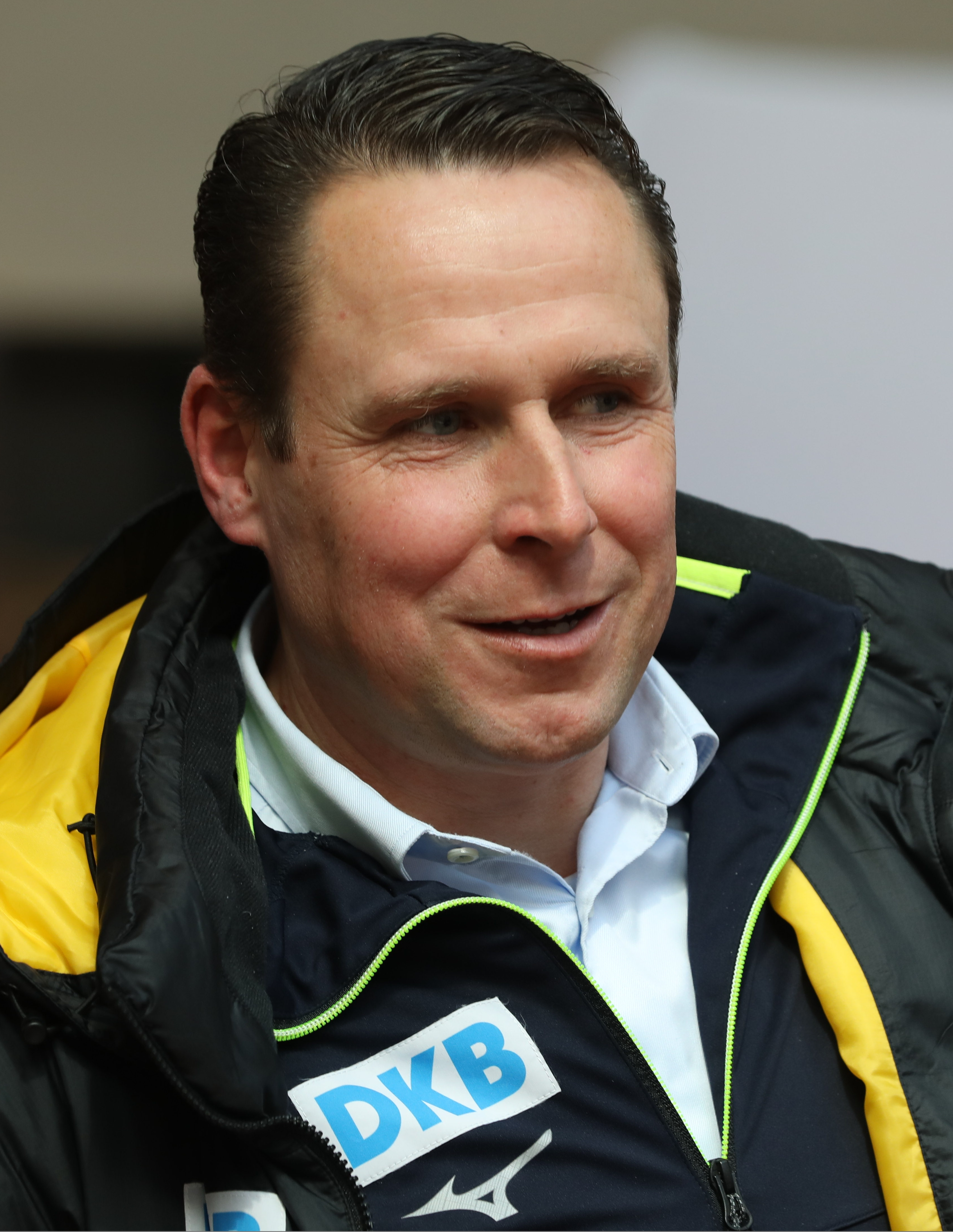
Robert Bartko (2018)

Robert Bartko (* 23. Dezember 1975 in Potsdam, DDR) ist ein deutscher Sportfunktionär und ehemaliger Radrennfahrer.

## Radsport-Laufbahn

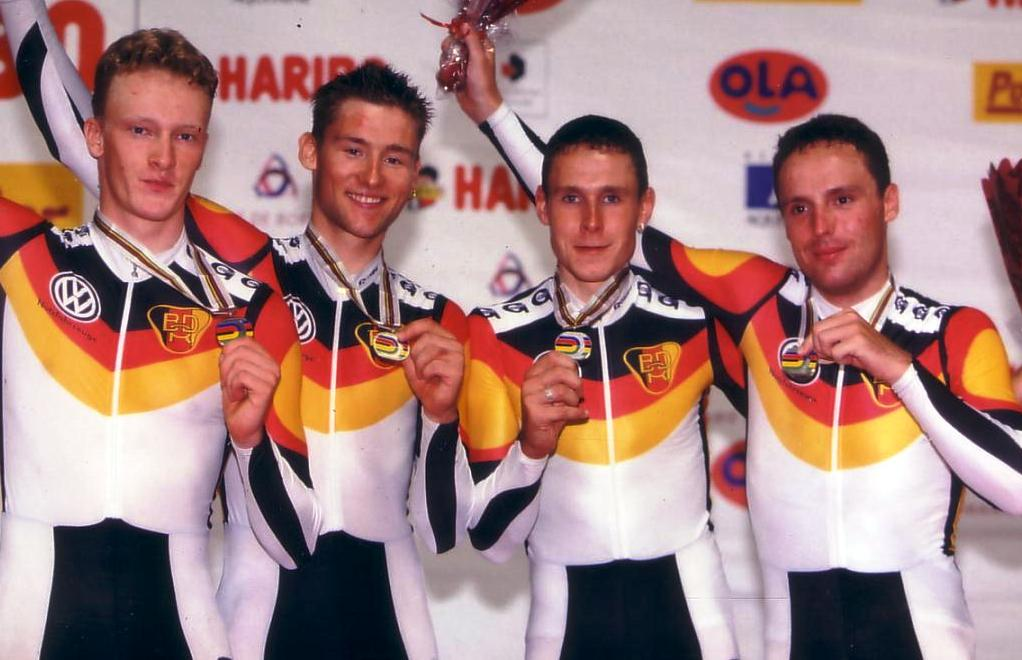
Robert Bartko (2.v.r.) im Weltmeister-Vierer von 1998

Robert Bartko erzielte seine größten Erfolge als Bahnrennfahrer, vor allem in den Ausdauerdisziplinen Einer- und Mannschaftsverfolgung. Nach ersten Medaillengewinnen bei den Bahnradweltmeisterschaften 1998 konnte er die ersten beiden WM-Titel in Einzel und Mannschaft 1999 bei der Heim-WM in Berlin erringen.
Bei den Olympischen Spielen 2000 in Sydney lieferte sich Bartko im Finale – wie schon bei der WM ein Jahr zuvor – ein teaminternes Duell mit Jens Lehmann, das er für sich entscheiden konnte und damit die Goldmedaille gewann. Gemeinsam mit Lehmann sowie Guido Fulst und Daniel Becke fuhr er in der Mannschaftsverfolgung zur zweiten Goldmedaille, wobei der Vierer, der von Robert Lange betreut wurde, mit 3:59:710 Minuten als erstes Team überhaupt die Vier-Minuten-Grenze unterbot und somit einen neuen Weltrekord über diese Strecke aufstellte. Für diese außerordentlichen Leistungen wurden er und sein Team vom Bundespräsidenten mit dem Silbernen Lorbeerblatt ausgezeichnet.
Nach den Olympischen Sommerspielen suchte Bartko zwischenzeitlich im Straßenradsport eine neue sportliche Herausforderung mit mäßigem Erfolg. Nach zweijähriger Zugehörigkeit zum Team Telekom fuhr er bis Ende 2004 im niederländischen Team Rabobank. Dann kehrte er erfolgreich auf die Bahn zurück, wobei in den Jahren 2005 und 2006 zwei weitere WM-Titel in der Einerverfolgung folgten.
2008 erreichte Robert Bartko mit einer Zeit von 4:25,142 Minuten bei den Weltmeisterschaften in Manchester nur den 16. Platz. Der Bahnvierer (Bartko, Becke, Henning Bommel, Patrick Gretsch) wurde mit 4:06,941 Minuten Neunter. Damit konnten sich die Verfolger nicht für die Olympischen Spiele in Peking qualifizieren. Im August 2011 trat Bartko, nachdem der Bund Deutscher Radfahrer ohne ihn für die Olympischen Spiele 2012 in London plante, aus der Nationalmannschaft zurück und erklärte, sich künftig auf Sechstage- und Steherrennen zu konzentrieren.
Im Januar 2014 gab Bartko bekannt, dass er nach dem Sechstagerennen in Kopenhagen (30. Januar bis 4. Februar 2014) vom Leistungsradsport zurücktreten werde. Dieses letzte Sechstagerennen seiner Karriere gewann er gemeinsam mit Marcel Kalz.
Auch im Straßenradsport war er erfolgreich. Bartko siegte 1994 zum Saisonauftakt im Rennen Berlin–Bad Freienwalde–Berlin. 2008 gewann er die bisher letzte Austragung von Rund um Berlin.

## Funktionär und Trainer
Ab 2009 gehörte Bartko dem LKT Team Brandenburg an. Zudem engagierte er sich als Vizepräsident für Marketing und Kommunikation im Brandenburgischen Radsportverband. Im März 2013 kandidierte er ohne Erfolg für das Amt des Vize-Präsidenten im Bund Deutscher Radfahrer (BDR). Im September desselben Jahres erwarb er seinen A-Trainer-Schein an der Akademie des Deutschen Leichtathletik-Verbandes in Mainz. 2014 schloss er ein Studium an der Europäischen Sportakademie in Potsdam ab.
Ab Dezember 2014 war Bartko Sportdirektor der Deutschen Eisschnelllauf-Gemeinschaft (DESG). Seine Ämter im Radsport gab er auf. Nach fehlendem Erfolgen der deutschen Eisschnellläufer bei den Olympischen Winterspielen 2018 in Pyeongchang trat er von seinem Amt als Sportdirektor der DESG zurück. Er ist Vorsitzender des Trägervereins des Olympiastützpunktes Berlin, und seit 2019 für die Sportberatung und Verbandsförderung beim DOSB zuständig.

## Familie
Der Sohn von Robert Bartko, Moritz (* 2006), ist als Leichtathlet aktiv.

## Erfolge
Olympische Spiele:
- Olympische Sommerspiele 2000
- – Einerverfolgung
- – Mannschaftsverfolgung (mit Jens Lehmann, Daniel Becke und Guido Fulst)

Weltmeisterschaften:
- Bahnradsport-Weltmeisterschaften 1998
- – Mannschaftsverfolgung
- – Einerverfolgung
- Bahnradsport-Weltmeisterschaften 1999
- – Einerverfolgung
- – Mannschaftsverfolgung
- Bahnradsport-Weltmeisterschaften 2004
- – Einerverfolgung
- Bahnradsport-Weltmeisterschaften 2005
- – Einerverfolgung
- Bahnradsport-Weltmeisterschaften 2006
- – Einerverfolgung
- Bahnradsport-Weltmeisterschaften 2007
- – Einerverfolgung

Europameisterschaften
- 2009 Gent   – Zweier-Mannschaftsfahren (mit Roger Kluge)

Sechstagerennen:
- 2003 Berlin – mit Guido Fulst
- 2004 Bremen – mit Andreas Beikirch
- 2005 Stuttgart – mit Guido Fulst und Leif Lampater
- 2005 München – mit Erik Zabel
- 2006 Rotterdam – mit Iljo Keisse
- 2007 Amsterdam – mit Iljo Keisse
- 2007 Gent – mit Iljo Keisse
- 2008 Bremen – mit Iljo Keisse
- 2008 Stuttgart – mit Iljo Keisse und Leif Lampater
- 2008 München – mit Iljo Keisse
- 2008 Gent – mit Iljo Keisse
- 2009 Berlin – mit Erik Zabel
- 2009 Amsterdam – mit Roger Kluge
- 2009 Apeldoorn – mit Léon van Bon und Pim Ligthart
- 2010 Amsterdam – mit Roger Kluge
- 2010 Zürich – mit Danilo Hondo
- 2011 Bremen – mit Robert Bengsch
- 2011 Berlin – mit Roger Kluge
- 2011 Gent – mit Kenny De Ketele
- 2012 Bremen – mit Peter Schep
- 2014 Kopenhagen – mit Marcel Kalz

Straßenrennen:
- 1999 eine Etappe Sachsen-Tour
- 2002 eine Etappe Niedersachsen-Rundfahrt
- 2003 eine Etappe Luxemburg-Rundfahrt
- 2004 Gesamtwertung und Prolog Driedaagse van West-Vlaanderen
- 2005 eine Etappe Ungarn-Rundfahrt

## Teams
- 2001–2002 Team Deutsche Telekom
- 2003–2004 Rabobank
- 2009–2010 LKT Team Brandenburg
- 2011–2012  LKT Team Brandenburg / Track-Team-Brandenburg
- 2013–2014 LKT Team Brandenburg

## Auszeichnungen
- 2006: Verdienstorden des Landes Berlin
- 2005: Fair-Play-Plakette der Deutschen Olympischen Gesellschaft aufgrund seines Verhaltens nach seinem Sturz beim Zieleinlauf beim Berliner Sechstagerennen[13]
- Aufnahme in die Hall of Fame des europäischen Radsportverbandes Union Européenne de Cyclisme
- Berlins Sportler des Jahres 2000